# Turbinenschiff

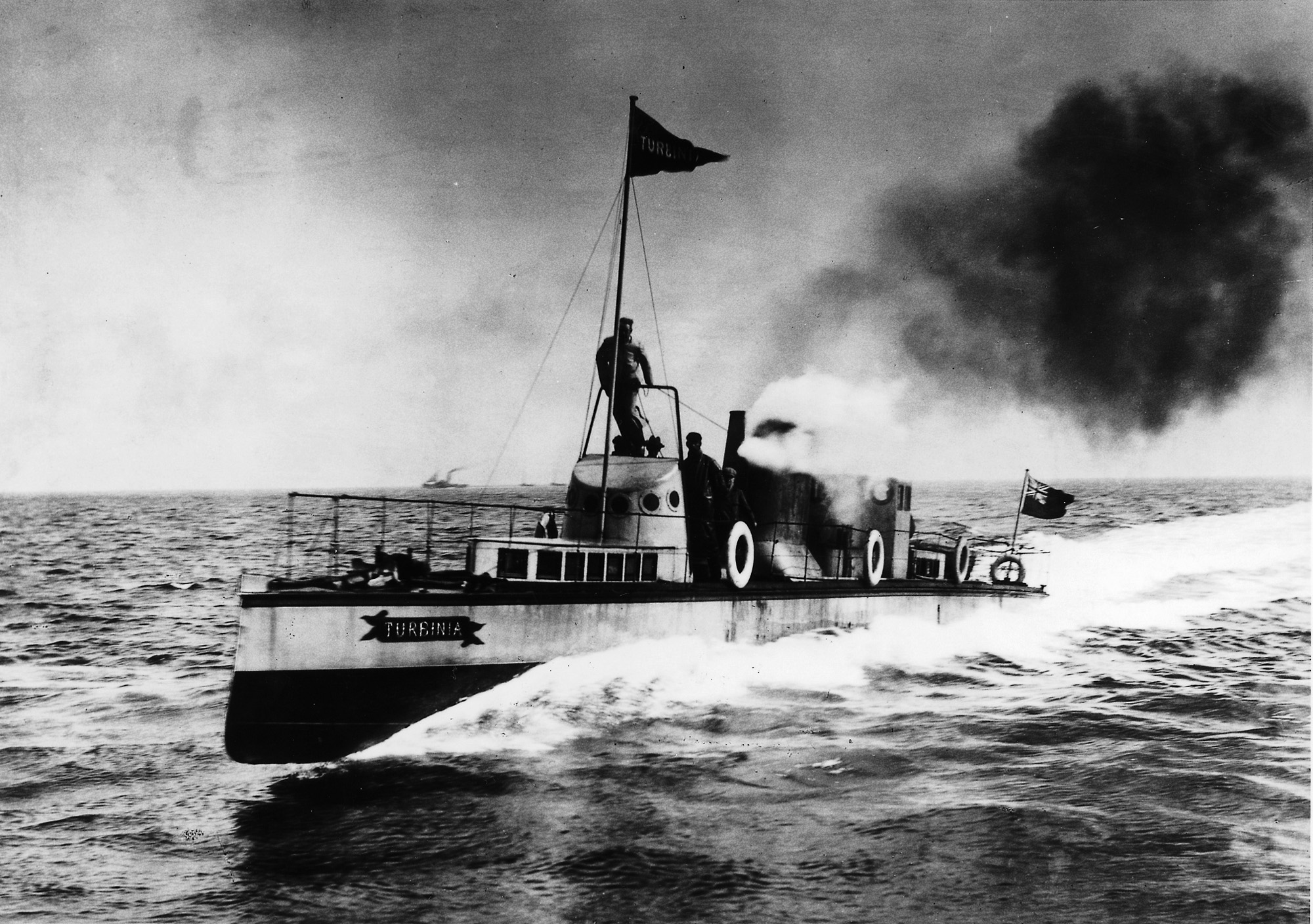
Die Turbinia (Bj. 1894), das erste Turbinenschiff der Geschichte – auf Anhieb das schnellste Schiff der Welt

Ein Turbinenschiff ist ein Schiff, das von einer oder mehreren Turbinen angetrieben wird. Soweit kein anderer Turbinentyp angegeben ist, handelt es sich dabei immer um Dampfturbinen. Das internationale Präfix TS (englisch: Turbine Steamer = deutsch: Turbinendampfer) bezeichnet ausschließlich Dampfturbinenschiffe; Schiffe mit Gasturbinenantrieb werden durch das Präfix GTS gekennzeichnet.

## Dampfturbinenschiffe (TS)
Eine konventionelle Turbinenschiffsanlage besteht aus drei Hauptteilen:
- Dampfkessel zur Erzeugung des Dampfs,
- Dampfturbine zur Umsetzung des Dampfs in Bewegungsenergie,
- Kondensator zur Verflüssigung des verbrauchten Dampfes.

Hinzu kommen diverse Pumpen für die Kühlung, Zuführung von Speisewasser in den Kessel und Schmierung der Turbine. 

### Arbeitsweise

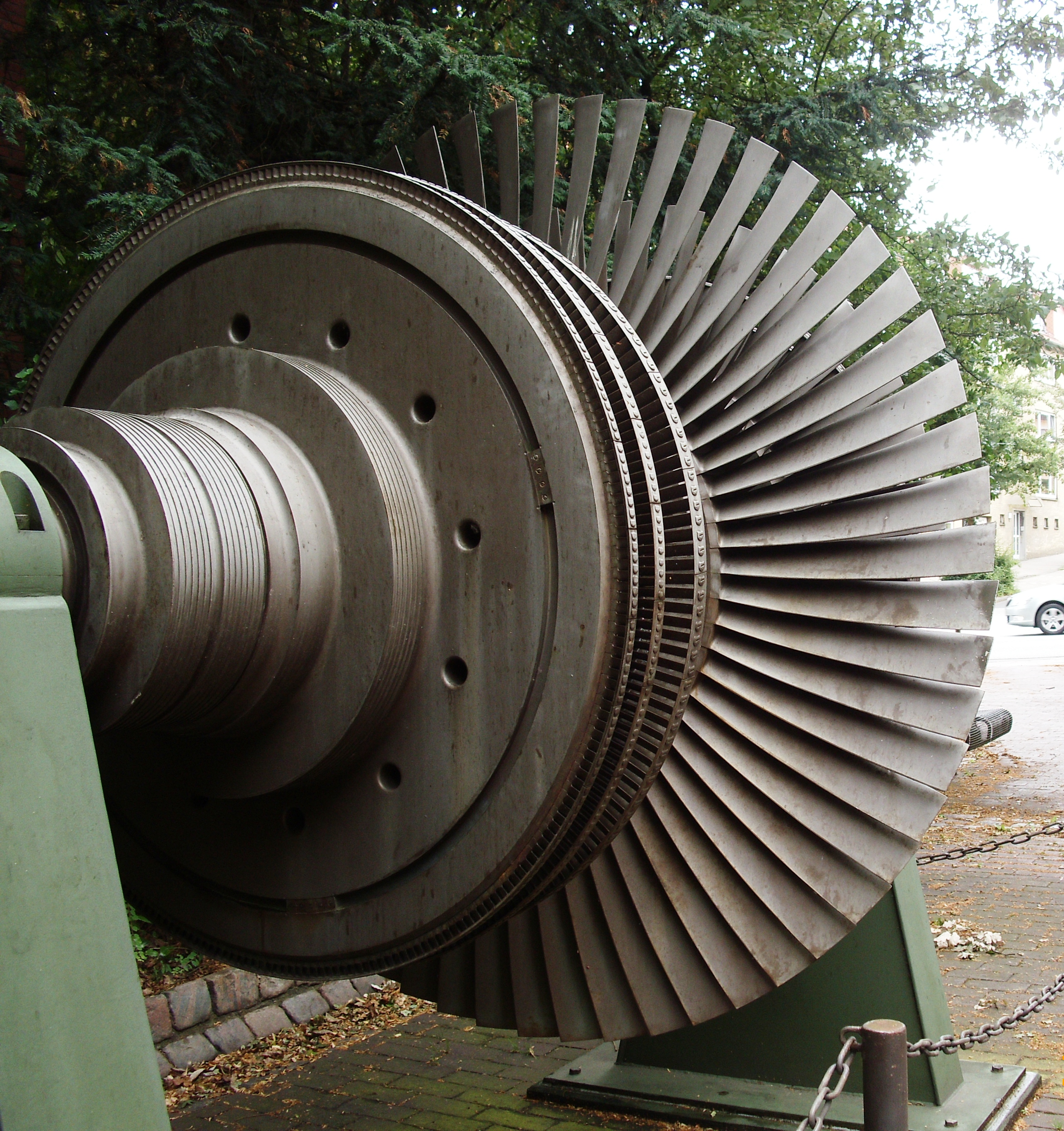
Blick auf den Läufer einer Schiffsdampfturbine

Im Dampfkessel wird durch Verbrennen von fossilen Kraftstoffen (Kohle, Erdöl) Dampf erzeugt und in einem nachgeschalteten Überhitzer auf sehr hohe Temperaturen und Drücke gebracht. Der überhitzte Dampf wird über Rohrleitungen zur Turbine geleitet und treibt dort den rotierenden Läufer an, das Kernstück der Turbine. Der Läufer wird durch die Energie des Dampfes auf die gewünschte Drehzahl gebracht. Der verbrauchte Dampf wird im Kondensator wieder zu Wasser. Das Kondensat wird in den Kondensattank gepumpt. Von dort wird es von Speisewasserpumpen wieder in den Kessel eingespeist und damit beginnt der Kreislauf von vorne. Der Dampfkreislauf entspricht der Betriebsweise eines Dampfkraftwerkes.
Hinter dem Turbinenläufer ist ein Reduziergetriebe gesetzt, das die hohe Drehzahl der Turbine auf die der Antriebswelle mit dem Schiffspropeller untersetzt. Die Schiffsgeschwindigkeit wird über die Turbinendrehzahl geregelt.
Für die Erzeugung von elektrischem Strom können kleinere Dampfturbinen eingesetzt werden. Zusätzlich erzeugen Wellengeneratoren Strom für den Seebetrieb. Das sind Generatoren, die von der Propellerwelle angetrieben werden. Meist sind auf Dampfschiffen zusätzliche Notgeneratoren mit Dieselantrieb vorhanden, um bei Dampfausfall die Anlagen wieder in Gang setzen zu können.

### Nuklearantrieb
Nukleare Antriebsanlagen sind ebenfalls Dampfturbinenanlagen, bei denen der Dampf jedoch mittels eines Kernreaktors statt des befeuerten Dampfkessels erzeugt wird. Diese Technik findet jedoch nur auf Kriegsschiffen (Atom-U-Boote, Flugzeugträger, Atomkreuzer) und Eisbrechern Anwendung. Der Betrieb von zivilen Schiffen, wie der deutschen Otto Hahn oder der US-amerikanischen Savannah war unwirtschaftlich. Probleme gab es auch, weil viele Häfen diese Schiffe nicht annahmen und es deshalb schwierig war, Ladung zu bekommen oder zu löschen.
Manchmal wird ein nuklearer mit einem konventionellen Dampferzeuger kombiniert (siehe CONAS-Antrieb).

### Heutige Bedeutung

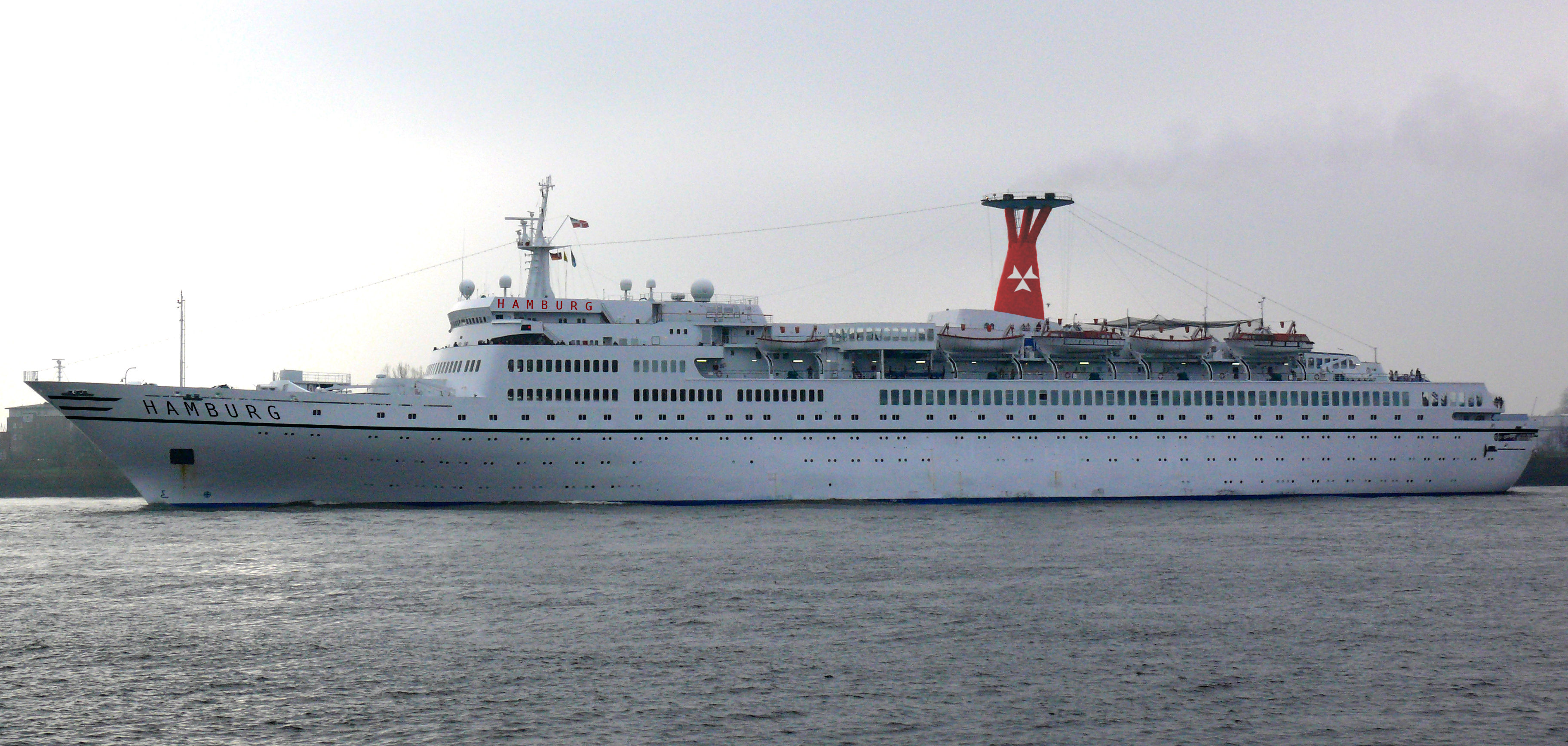
Die ehemalige Hamburg und spätere Maxim Gorkiy. Sie wurde auch aufgrund der hohen Betriebskosten ihres Turbinenantriebs Ende 2008 verschrottet

Durch die schnelle Entwicklung der leichter zu betreibenden Dieselmotoren verliert die Dampfturbine immer mehr an Bedeutung für den Antrieb  von Seeschiffen. Die wegen der hohen Betriebsdrücke notwendige Sicherheitstechnik und -überwachung und die für den störungsfreien Betrieb erforderlichen sicheren Systemkenntnisse des Personals bedingen einen sehr hohen Aufwand, so dass Turbinenantriebe nicht mehr wettbewerbsfähig sind.
Als Antrieb von Flüssiggastankern (LNG-Tanker) haben Dampfturbinen nach wie vor ihre Bedeutung. Neubauten dieses Schiffstyps werden weiterhin großteils mit Turbinen ausgestattet. Zurzeit (2006) besteht die LNG-Welttankerflotte aus circa 200 Schiffen. Die meisten davon sind Turbinenschiffe.

## Gasturbinenschiffe (GTS)
Gasturbinen als Antriebsart werden hauptsächlich im Militärbereich eingesetzt. Meistens werden kombinierte Antriebe mit Dieselmotor und Gasturbinen für die Höchstgeschwindigkeit eingebaut, der sogenannte CODAG-Antrieb. Es gibt auch Schiffe mit reinem Gasturbinenantrieb, wie die Finnjet oder Gasturbinen mit angehängten Generatoren bei Schiffen mit turboelektrischem Antrieb (Queen Mary 2).